# 里布蒙
里布蒙（法語：Ribemont，法語發音：[ʁibmɔ̃]）是法国上法蘭西大區埃纳省的一个市镇，属于圣康坦区。

## 地理
里布蒙（49°47'44"N, 3°27'30"E）面积26.91 平方千米，位于法国上法蘭西大區埃纳省，该省份为法国北部内陆省份，北起北部省，西接索姆省和瓦兹省，东临阿登省和马恩省，西南至塞纳-马恩省，东北部与比利时接壤。
与里布蒙接壤的市镇（或旧市镇、城区）包括：瓦兹河畔沙蒂永、奥里尼-圣伯努瓦特、普莱讷塞尔沃、塞里莱梅济耶尔、锡西、叙尔方丹、特内勒、维莱勒塞克。

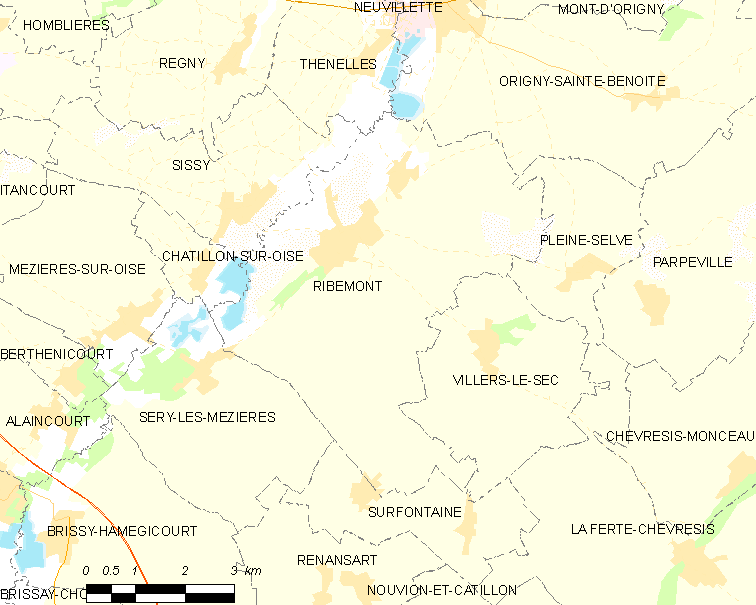
里布蒙的OSM定位图

里布蒙的时区为UTC+01:00、UTC+02:00（夏令时）。

## 行政
里布蒙的邮政编码为02240，INSEE市镇编码为02648。

## 政治
里布蒙所属的省级选区为里布蒙县。

## 人口

1962-2008年间里布蒙人口变化图示

里布蒙于2022年1月1日时的人口数量为1909人。